# SQL/Schemata
SQL/Schemata (Information and Definition Schemas) — частина стандарту SQL, визначена стандартом ISO/IEC 9075-11:2008. SQL/Schemata визначає інформаційну схему та схему визначень, забезпечуючи єдиний набір інструментів, аби зробити бази даних SQL та їх об'єкти самоописуваними. До цих інструментів належать ідентифікатор об'єкта SQL[прояснити] (англ. SQL object identifier), його структура[прояснити] (англ. structure) й примуси цілісності, а також визначення безпеки й авторизації[прояснити] (англ. security and authorization specifications), особливості та пакети[прояснити] в ISO/IEC 9075, підтримка особливостей, яка забезпечується реалізаціями СКБД на основі SQL, деталі інформації та розмірів[прояснити] у  реалізації СКБД на основі SQL, підтримувані реалізаціями СКБД значення[прояснити]. SQL/Schemata визначає ряд особливостей, деякі з яких є обов'язковими.